# Катрина, или Жизнь без радости
«Катрина, или Жизнь без радости» (фр. Catherine ou Une vie sans joie) — французский немой художественный фильм снятый Альбером Дьёдонне в 1924 году. Первый фильм в котором принимал участие французский режиссёр Жан Ренуар, который финансировал создание картины и являлся одним из сценаристов. В картине дебютировала его жена Катрин Гесслинг, снявшаяся во многих его последующих фильмах . В 1927 году режиссёр Дьёдонне осуществил второй монтаж картины и выпустил её под названием «Безрадостная жизнь».

## Сюжет
Фильм повествует о нелёгкой судьбе молодой и красивой служанки Катрин Ферран на пути к её личному счастью. Находясь в Ницце она влюбляется в хозяйского сына, который болен туберкулезом. Его родители добрые и отзывчивые люди. Отец, является депутатом в Сен-Поль-де-Вансе. Его политические соперники используют роман его сына с Катриной для  шантажа, из-за которого она вынуждена бежать.

## Над фильмом работали
Актёрский состав:
| Катрин Гесслинг              | Катрин Ферран   |
| Альбер Дьёдонне              | Морис Лассне    |
| Эжени Нау                    | Мадам Ласне     |
| Пьер Филипп (Пьер Лестренге) | Адольф, сутенёр |
| Луи Готье                    | Жорж Малле      |
| Мод Ришар                    | Мадам Малле     |
| Пьер Шампань                 | Сын Малле       |
| Жорж Тероф                   | Гедеон Гране    |
| Жан Ренуар                   | супрефект       |
| Олео (Баптистин Лапейре)     | проститутка     |

Съёмочная группа:
| Роль            | Имя                         |
| --------------- | --------------------------- |
| Режиссёры       | Альбер Дьёдонне, Жан Ренуар |
| Производство    | Жан Ренуар                  |
| Авторы сценария | Жан Ренуар, Пьер Лестренге  |
| Операторы       | Жан Башле, Альфонс Жибори   |

## Создание

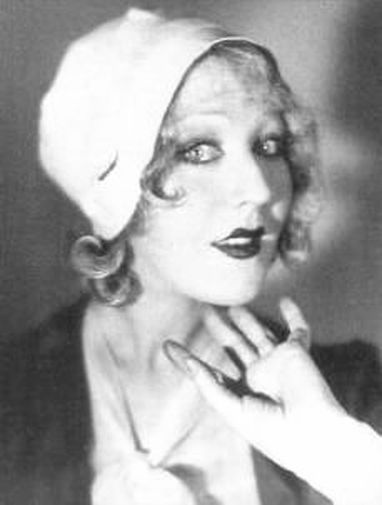
Катрин Гесслинг около 1925 г.

Жан Ренуар с детства был увлечён кинематографом, однако ему не нравилась французская послевоенная кинопродукция и он отдавал решительное предпочтение американским картинам. О периоде времени, в который он решился к созданию фильмов Ренуар писал в 1938 году в статье, где он анализировал фильмы и своё режиссёрское сознание эпохи немого кино: 
Мысль о работе в кино меня не посещала. Мне казалось, что во Франции невозможно создать что-то своё. Ведь критики не признавали, а некоторые ничего не знали о столь любимых мной американских фильмах, о восхитительных актёрах, чья игра вдохновляла меня. Как же я, робко мечтавший лишь пойти по их следам, не надеясь когда-нибудь с ними сравняться, мог мечтать об удаче в моей рутинной стране?
Однако увидев ленту «Костёр пылающий» (1923) И. И. Мозжухина, Ренуар понял, что и в Европе можно снимать качественные картины и решил посвятить себя кино. Также большое впечатление в этот период на него произвёл фильм Эриха фон Штрогейма «Глупые жёны» (1922). По словам Ренуара этот фильм буквально ошеломил его: «Я смотрел его, должно быть, по меньшей мере раз десять. Сжигая то, чему поклонялся прежде, я понял, насколько до тех пор заблуждался. Прекратив по-дурацки обвинять так называемое непонимание публики, я узрел возможность тронуть её показом подлинных сюжетов в традиции французского реализма».
Первым фильмом Ренуара стала лента «Катрина», в которой он намеревался отразить своё восхищение американским кинематографом. По словам Жоржа Садуля Ренуар как богатый любитель кино мог себе позволить финансировать фильм чтобы дать возможность дебютировать в кино своей молодой жене Катрин Гесслинг (бывшая натурщица Огюста Ренуара), которую позже Андре Базен назвал «настоящей царицей немых произведений Ренуара».
Но в процессе создания фильма у него возникли разногласия с Альбером Дьёдонне, которого он пригласил быть режиссёром картины. Ренуар присутствовал на съёмках, которыми руководил Дьёдонне, таким образом видимо надеясь принять участие в работе, приобщиться к созданию фильма и обучиться основам режиссуры. Однако заказчик не нашёл у своего режиссёра понимания, на которое рассчитывал, о чём свидетельствует спор, возникший между ними и который стал достоянием прессы.
Так, Ренуар заявил в 1924 году: «Г-н Дьёдонне не закончил для меня фильм „Катрин“. Я выступал в качестве администратора, а г-н Дьёдонне был нанят мною в качестве режиссёра фильма». Об авторстве фильма Дьёдонне в январе 1926 года писал: «Я единственный постановщик сценария, написанного мной по либретто, которое г-н Жан Ренуар сочинил [...] при моём участии. Кроме того, г-н Жан Ренуар был моим заказчиком и учеником. Его будущие произведения покажут, есть ли у меня основания быть им довольным». Ренуар считал фильм неудачным и наделся, что от него не осталось и следа. В 1927 году Дьёдонне самостоятельно перемонтировал картину и в ноябре того же года выпустил её в прокат под названием «Безрадостная жизнь». Отмечается, что фильм тематически совпадает с картиной «Безрадостный переулок» (нем. Die freudlose Gasse, 1925) австрийского режиссёра Г. В. Пабста.
Однако несмотря на первый неудачный опыт Ренуар всё же решил продолжить заниматься кинематографом. По словам киноведа Пьера Лепроона: «Это первое соприкосновение с постановкой кинофильма кладёт конец колебаниям Ренуара. В том же году он снимает первый фильм по сценарию своего друга Пьера Лестренге „Дочь воды“».
В картине в эпизодической роли снялся Ренуар, что он впоследствии будет делать во многих своих фильмах. Также в фильме снимался сценарист его первых фильмов Пьер Лестренге (фр. Pierre Lestringuez) в роли сутенёра (под псевдонимом Пьера Филиппа). Он и впоследствии будет часто появляться в фильмах Ренуара. В фильме «Нана» сыграет даже несколько персонажей, а в «Загородной прогулке» священника.